# Uraninit
Uraninitul este un mineral oxidic de uraniu cu formula chimică idealizată UO2. Este un minereu uranifer major, reprezentând sursa principală de uraniu. În trecut a fost cunoscut sub denumirea de pehblendă; termenul „pehblendă” mai este utilizat în prezent pentru specimene metamicte de uraninit.

## Istoricul denumirilor
Mineralul a fost redenumit în 1845 de către Wilhelm Karl von Haidinger, numele provenind din conținutul de uraniu. Existența sa a fost evidențiată înainte ca elementul uraniu să fie cunoscut, fiind denumit „schwarz beck-erz” de către Franz Ernst Brückmann în 1727. Ulterior a fost descris sub denumiri diferite, incluzând „pseudogalenă” și „pitch-like zinc-blende”, denumiri folosite de către Johan Gottschalk Wallerius în 1747. În 1758, Axel Fredrik Cronstedt introduce denumirea de „pehblendă”. Martin Heinrich Klaproth îl numește „Uranerz” (pământ de uraniu) după descoperirea elementului.

## Răspândire, minerit și prelucrare

Seria de dezintegrare 4n+2 (a uraniului), evidențiind formarea continuă a unor elemente prezente ca impurități în uraninit

Uraninitul apare sub formă granulară, în pegmatitele granitice, asociat cu minerale secundare de uraniu, monazit, turmalină și zircon. Radioactivitatea și tendința de oxidare (cu formare de minerale secundare de culoare galbenă) sunt cele două proprietăți majore care evidențiază prezența uraninitului într-un depozit.  
Distribuția sa este relativ omogenă pe glob, cu depozite importante în Kazakhstan, Australia, Canada, care sunt responsabile cu mineritul a circa 70% din cantitatea mondială de uraniu). Alături de Nigeria, Rusia, Namibia, Uzbekistan, China, SUA și Ucraina, aceste 10 țări sunt responsabile cu producția a 94% din cantitatea mondială de uraniu. 
Uraniul este folosit precum combustibil în centralele nucleare. Odată exploatat, minereul este supus unor operații de sortare, măcinare, dizolvare, precipitare, purificare, eventual îmbogățire în izotop fisil (sau amestec cu plutoniu, în vederea producerii de combustibil de tip MOX). Pulberea de dioxid de uraniu (respectiv MOX) astfel obținută este presată și sinterizată, obținându-se pastile dense care sunt apoi întecuite, formând elementele de ardere (combustibilul nuclear). Toți acești pași tehnologici formează așa-numita parte frontală a ciclului combustibilului nuclear.

## Structură
Cristalele de uraninit sunt extrem de rare. Acestea sunt cubice, octaedrice sau pot avea diverse forme asociate. Grupul de cristalizare este Fm-3m (227), parametrul de celulă elementară a = 5,4682 Å și volumul celulei 163,51 Å³. Aceste valori corespund unei stoechiometrii UO2,03 (UO2,00 ar avea un parametru de celulă elementară de a = 5,4712 Å). Este izostructural cu fluoritul, fiecare atom de uraniu fiind înconjurat de opt atomi de oxigen într-un aranjament cubic.
Greutatea sa specifică este foarte ridicată, specimenele nealterate putând avea și 11 g/cm3. Prin metamictizare, această valoare poate scădea până la 6,5 g/cm3.

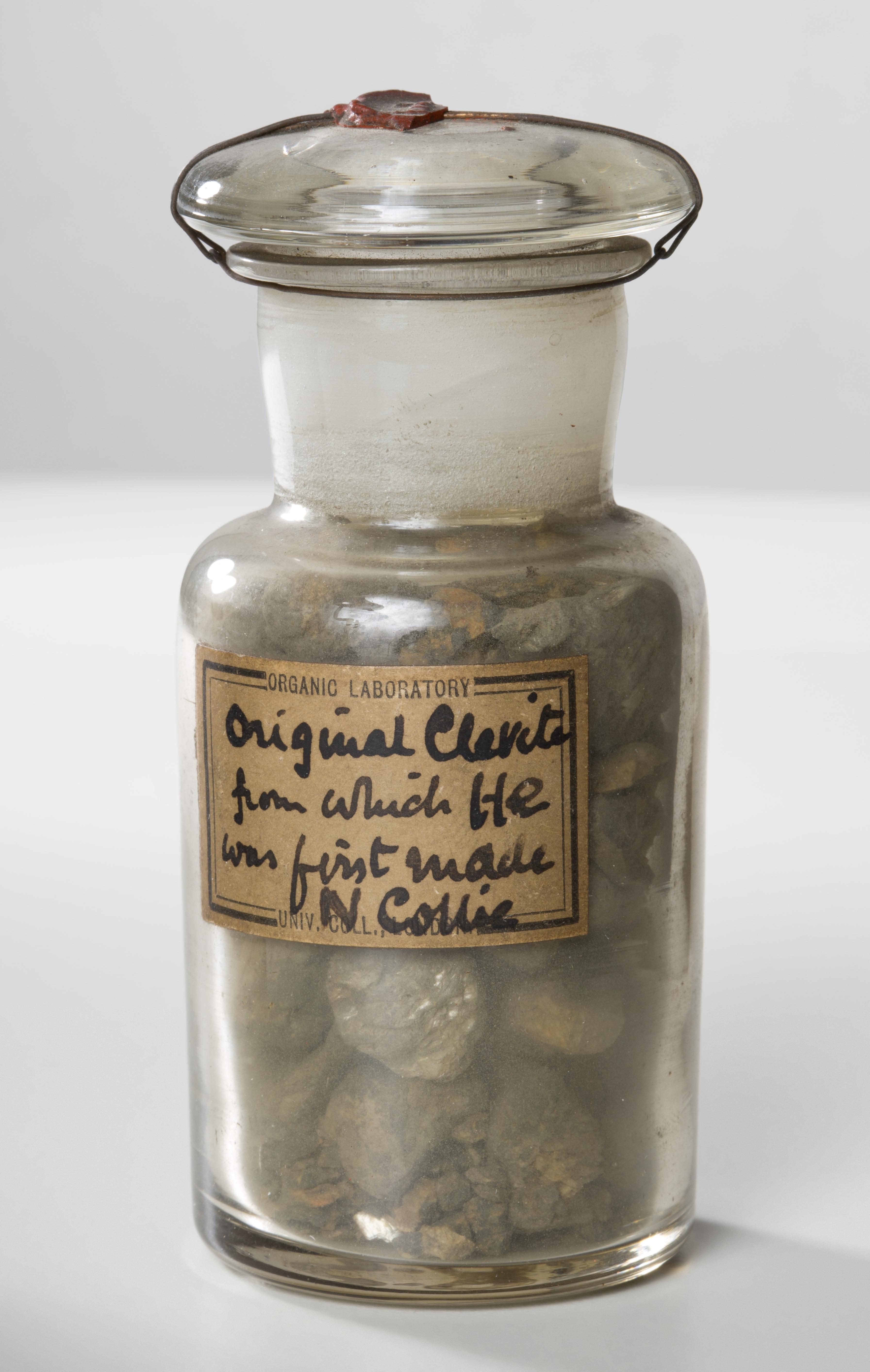
Proba de cleveit (o variație de uraninit) din care a fost separat pentru prima oară heliul

## Compoziție chimică
Ideal, uraninitul are formula chimică UO2,00; în realitate însă, compoziția chimică variază în funcție de gradele de oxidare și metamictizare. Compoziția chimică a uraninitului este relativ complicată, în special din cauza prezenței produșilor de dezintegrare din seria uraniului (radiu, poloniu, plumb, bismut etc.). Marie și Pierre Curie au descoperit elementele radiu și poloniu în analizând specimene de uraninit. Franciul este și el prezent în urme, fiind produs ca urmare a procesului de dezintegrare a actiniului. 
În plus, heliul apare în cantități însemnate, din cauza acumulării sale în urma proceselor de dezintegrare alfa. Heliul a fost separat pentru prima dată dintr-un specimen de cleveit (o variație de uraninit ce conține și thoriu), confirmând descoperirea acestuia – în baza tehnicior spectrofotometrice – în compoziția Soarelui.
De asemenea, elementele radioactive technețiu și promețiu pot fi detectate în mineralul uraninit în urme, prezența lor fiind datorată procesului de fisiune spontană suferit de către izotopul 238U. Urme de neptuniu și plutoniu (produși de activare ai uraniului) sunt – la rândul lor – detectabile în uraninit. 

## Gradul de oxidare
La fel ca și în cazul compoziției chimice, gradul de oxidare al mineralului este mult mai complicat decăt sugerează formula ideală a dioxidului de uraniu complet stoechiometric (UO2,00): uraninitul este întotdeauna nestoechiometric, UO2+x. În dioxidul de uraniu complet stoechiometric, uraniul se află exclusiv în starea de oxidare UIV. În prezența oxigenului, o parte din uraniu este oxidat la stări superioare, UV și UVI, ceea ce conduce la creșterea gradului de oxidare x.  
Produșii săi primari de alterare sunt diverși oxizi sau oxohidroxizi. Odată oxidat, uraniul devine mult mai reactiv, solubil și mobil, formând minerale secundare prin combinarea cu anioni prezenți în fluidele înconjurătoare (silicat, fosfat etc.). Fenomenul de radioliză joacă – la rândul său – un rol important în interacția uraninitului cu mediul înconjurător. 

## Toxicitate
Având în vedere conținutul crescut de radioizotopi, acest mineral trebuie manipulat cu grijă, evitându-se pe cât posibil încorporarea. Probleme majore pot apărea în cazul cazul mineritului de adâncime apare problema inhalării radonului de către lucrători (expunere internă). Produșii de dezintegrare radioactivi ionizează materialul genetic, provocând mutații care uneori pot deveni canceroase. Practic, cancerul pulmonar a fost semnalat pentru prima dată, fără a fi bine individualizat, de către Agricola și Paracelsus ca „male metallorum” la minerii din Schneeberg (1531) si Jáchymov (1556).

## Galerie

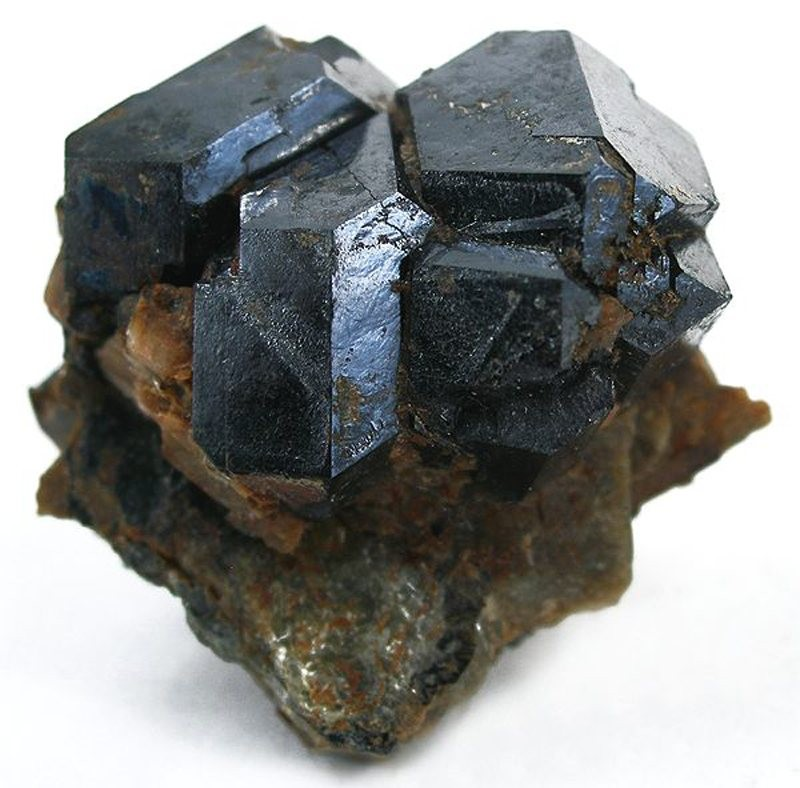
Uraninit provenit din mina Trebilcock, Topsham, SUA
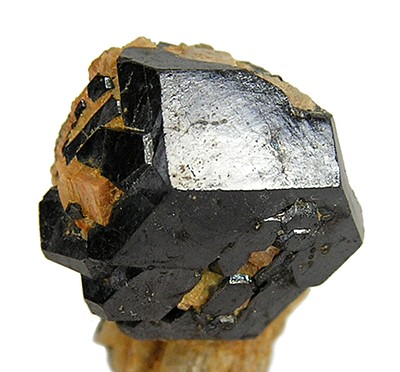
Uraninit provenit din mina Trebilcock, Topsham, SUA
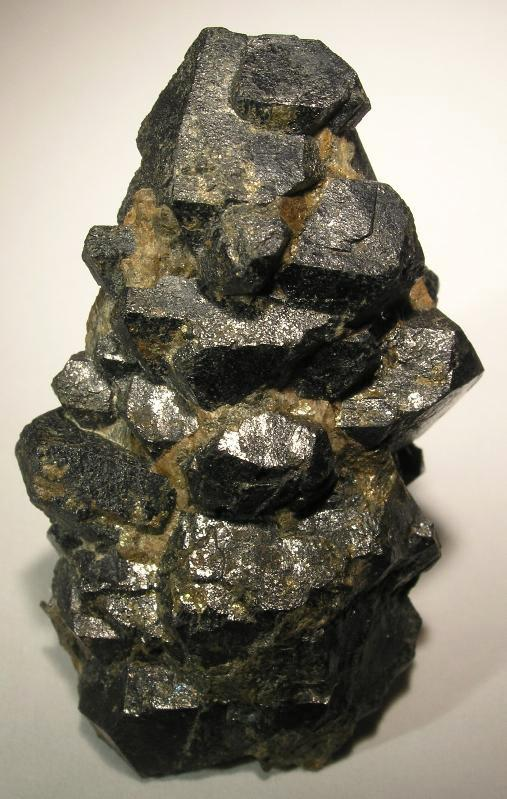
Uraninit provenit din mina Chestnut Flats, Spruce Pine, SUA
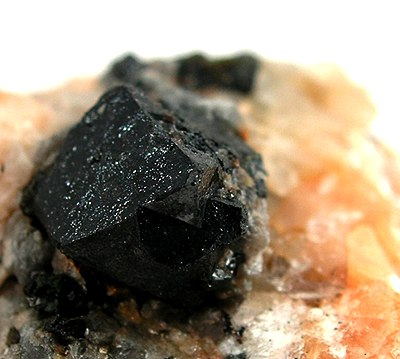
Uraninit din Bancroft District, Ontario, Canada
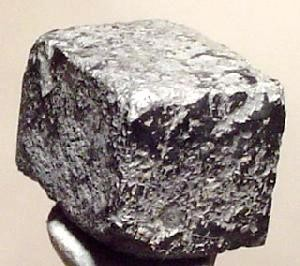
Uraninit din Katanga, Republica Democrată Congo